# Bataille de Solomon's Fork
Guerres indiennes
La bataille de Solomon's Fork est une bataille des guerres indiennes qui opposa le 29 juillet 1857 environ 300 cavaliers de l'United States Army menés par le colonel Edwin Vose Sumner à une force équivalente de guerriers cheyennes le long de la rivière Solomon, près de la ville actuelle de Penokee au Kansas.
Avant la bataille, les Cheyennes avaient procédé à des cérémonies chamaniques qui leur garantissaient l'invulnérabilité face aux armes à feu. Cependant, au lieu de tirer, le colonel Sumner donna l'ordre à ses hommes de charger au sabre. Craignant que leur magie ne soit inefficace face aux sabres, les Amérindiens s'enfuirent, poursuivis par les Américains sur une dizaine de kilomètres.
Selon Sumner, 9 Cheyennes ont été tués et peut-être 10 blessés mais d'après les Amérindiens, seuls 4 auraient été tués. Deux soldats américains ont été tués et onze autres ont été blessés, dont le lieutenant Jeb Stuart.